# Everybody Movin'
Singles de Bob Sinclar
Tennessee
(2007) Sound of Freedom
(2007)
Everybody Movin' est le dernier single issu de l'album Western Dream de Bob Sinclar interprété par Linda Lee Hopkins entre autres. Le single a été réalisé seulement pour l'Espagne et l'Allemagne.
En effet, dans les autres pays du monde, le titre n'a pas eu un succès dans les clubs. À noter tout de même, que ce titre a beaucoup marché dans ces deux pays.

## Promo single
1. Everybody Movin' (featuring Ron Carroll and Mz Toni) [4:38]
2. Everybody Movin' (Eddie Thoneick & Kurd Maverick Remix) [7:35]

## Classement par pays
| Classement (2006)                 | Meilleure position |
| --------------------------------- | ------------------ |
| Allemagne Classement single dance | 3                  |
| Espagne Classement single dance   | 1                  |